# Csíkosmókus

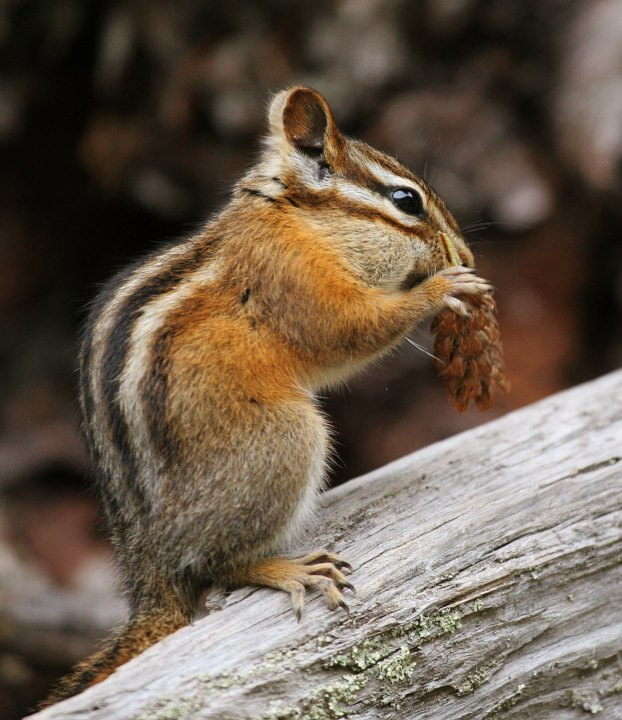
Törpe csíkosmókus (Tamias minimus)

A csíkosmókus (Tamias) az emlősök (Mammalia) osztályának a rágcsálók (Rodentia) rendjébe, ezen belül a mókusfélék (Sciuridae) családjába tartozó nem. A nem legtöbb faja az amerikai kontinensen honos. A szibériai csíkosmókus az egyetlen ázsiai csíkosmókus.

## Rendszerezés
A nembe az alábbi 3 alnem és 25 faj tartozik:
- Tamias Illiger, 1811 alnem, 1 faj
  - amerikai csíkosmókus (Tamias striatus) Linnaeus, 1758 - típusfaj
- Eutamias Trouessart, 1880 alnem, 1 faj
  - szibériai csíkosmókus vagy burunduk (Tamias sibiricus) Laxmann, 1769
- Neotamias A. H. Howell, 1929 alnem, 23 faj
  - hegyi csíkosmókus (Tamias alpinus) Merriam, 1893
  - sárgafenyő csíkosmókus (Tamias amoenus) J. A. Allen, 1890
  - Buller-csíkosmókus (Tamias bulleri) J. A. Allen, 1889
  - szürkelábú csíkosmókus (Tamias canipes) V. Bailey, 1902
  - szürkenyakú csíkosmókus (Tamias cinereicollis) J. A. Allen, 1890
  - sziklalakó csíkosmókus (Tamias dorsalis) Baird, 1855
  - Durango-csíkosmókus (Tamias durangae) J. A. Allen, 1903
  - Merriam-csíkosmókus (Tamias merriami) J. A. Allen, 1889
  - törpe csíkosmókus (Tamias minimus) Bachman, 1839
  - kaliforniai csíkosmókus (Tamias obscurus) J. A. Allen, 1890
  - sárgaképű csíkosmókus (Tamias ochrogenys) Merriam, 1897
  - Palmer-csíkosmókus (Tamias palmeri) Merriam, 1897
  - Panamint-csíkosmókus (Tamias panamintinus) Merriam, 1893
  - vörösfarkú csíkosmókus (Tamias ruficaudus) A. H. Howell, 1920
  - Hopi-csíkosmókus (Tamias rufus) Hoffmeister & Ellis, 1979
  - Allen-csíkosmókus (Tamias senex) J. A. Allen, 1890
  - Sikiyou-csíkosmókus (Tamias siskiyou) A. H. Howell, 1922
  - sonomai csíkosmókus (Tamias sonomae) Grinnell, 1915
  - Lodgepole-csíkosmókus (Tamias speciosus) Merriam, 1890
  - Townsend-csíkosmókus (Tamias townsendii) Bachman, 1839
  - Uinta-csíkosmókus (Tamias umbrinus) J. A. Allen, 1890
  - hosszúorrú csíkosmókus (Tamias quadrimaculatus) Gray, 1867
  - Colorado-i csíkosmókus (Tamias quadrivittatus) Say, 1823
- Kihalt:
  - †Tamias aristus